# Eduard Valdhans
Eduard Valdhans (15. ledna 1928 Černvír – 12. února 2017 Nové Město na Moravě) byl český malíř, kreslíř a pedagog.

## Život
Po obecné škole v Nedvědici studoval v letech 1939–1943 na gymnáziu v Tišnově. V letech 1943–1944 absolvoval učitelský kurz měšťanské školy v Nedvědici, následně přešel do Brna na Státní mužský ústav, kde v roce 1948 získal aprobaci pro učitelství na druhém stupni základní školy v oboru matematika – rýsování – výtvarná výchova.[zdroj?] Hned po absolutoriu začal učit na měšťanské škole v Hati na Hlučínsku.[zdroj?] V roce 1950 nastoupil dvouletou povinnou vojenskou službu, nejprve v Českých Budějovicích a později v Nitře, aby se roku 1951 znovu na Hlučínsko vrátil, na tzv. umístěnku na střední školu v Šilheřovicích, kde učil do roku 1953.[zdroj?] Tehdy ho postihla vážná plicní nemoc a nějaký čas nemohl vykonávat své povolání, po různých ústavních léčbách rehabilitoval v rodném Černvíru.[zdroj?]
V letech 1956–1959 absolvoval dálkový kurz kresby a malby na Akademii výtvarných umění v Praze, který lektoroval akademický malíř a krajinář Jaroslav Baumbruck a mladí malíři Jiří Toroň a Eva Křížová.[zdroj?]
V roce 1958 se vrátil do praxe, opět na Hlučínsko, kde pracovala jako speciální pedagožka také jeho žena Drahomíra. Nejprve učil přímo v Hlučíně na osmileté střední škole a následně od roku 1960 znovu v Petřkovicích, kam dojížděl z Ostravy, kde založil také rodinu.
V roce 1961 získal místo učitele na základní škole v Bystřici nad Pernštejnem. Vedle hlavního zaměstnání působil jako učitel výtvarné výchovy také na místní střední všeobecně vzdělávací škole a Lidové škole umění, kde v roce 1962 inicioval otevření nového oboru výtvarné výchovy. V politicky uvolněném jaru 1968 byl jmenován zástupcem ředitele základní školy s pověřením připravit a dozorovat výstavbu nové budovy v Nádražní ulici, jíž se poté stal v roce 1969 ředitelem a působil zde až do svého penzionování v roce 1988 (ačkoli zastával vedoucí funkci, nikdy nebyl členem Komunistické strany Československa). I po odchodu do důchodu vyučoval v letech 1990–1992 výtvarnou výchovu na gymnáziu v Bystřici nad Pernštejnem. Ani po definitivním odchodu do penze ale nepřestal malovat, a to i ve velmi vysokém věku.
I přes své vlastní malířské úspěchy se Eduard Valdhans považoval především za pedagoga. "Práce s mladými talenty mě obohacovala. Pokud studenty něco zajímalo, dokázali být neuvěřitelně zvídaví, což mě nutilo neustále se učit, dívat se i jejich nezkaženýma očima. Věčná touha mládí po experimentech mě nutila bez ustání rozvíjet i technické schopnosti. Poučné pro všechny „zúčastněné“ bylo i mezigenerační jiskření, ke kterému zákonitě docházelo. Právě ono je tou hlavní hybnou silou uměleckého rozvoje."
Mezi jeho žáky patří akademičtí malíři Jiří Štourač či Tomáš Rossí a restaurátor a grafik Karel Rossí.
Za svou pedagogickou práci byl několikrát oceněn: získal čestná uznání ONV Hlučín (1959) a Žďár nad Sázavou (1969), čestné uznání Radou Jihomoravského kraje Krajského národního výboru v Brně (1973), čestné uznání Městského národního výboru v Bystřici nad Pernštejnem (1975 a 1977), tituly vzorný učitel (1981), zasloužilý učitel (1987), čestné uznání a medaili II stupně za rozvoj národních výboru (1975) a bronzovou plaketu za zásluhy rozvoj Jihomoravského kraje (1987), město Bystřice ocenilo přínos Eduarda Valdhanse udělením Osobnost města Bystřice nad Pernštějnem (2011).
Byl ženatý s Drahomírou, rozenou Líbalovou, a otcem dvou dětí, Petra a Hany.

## Dílo

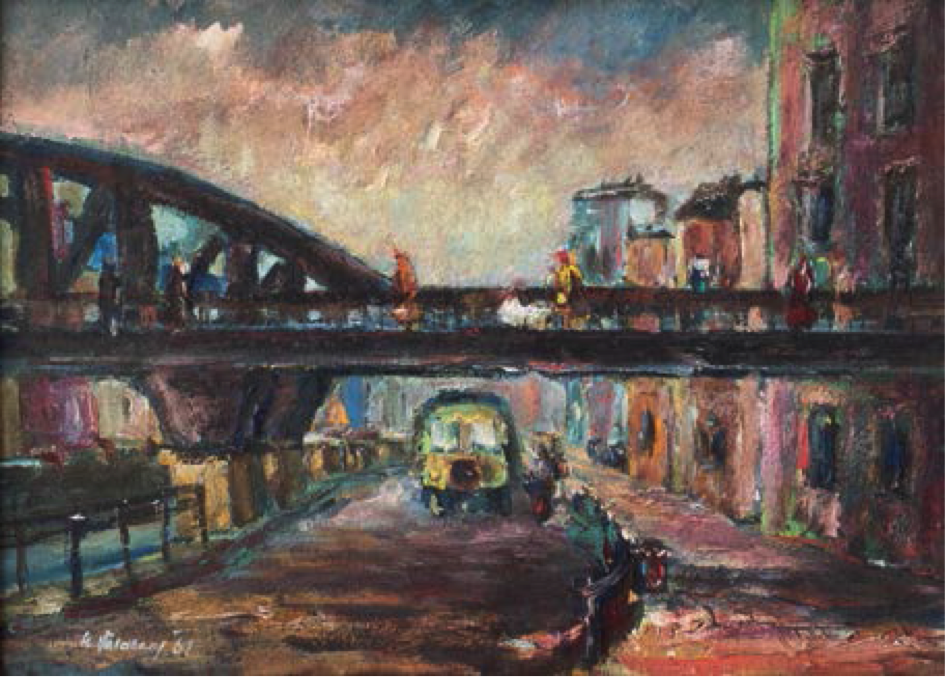
Most Miloše Sýkory v Ostravě, 60. léta 20. století (40 x 28 cm)

Ve svých začátcích kreslil běžné každodenní motivy, které viděl kolem sebe, věnoval se i portrétu, častým modelem mu byli rodinní příslušníci, především jeho žena Drahomíra. Postupně jeho tvorbě dominovala krajinomalba, městské veduty a zátiší. Tedy motivy apolitické. Ačkoli studoval v padesátých letech, nebyl poplatný realistickým tendencím tehdejšího socialistického diskurzu. A to přesto, že mezi jeho časté motivy patřily doly jak na Ostravsku, tak později v Dolní Rožínce. Nemaloval je z ideologických důvodů, nýbrž ve snaze zachytit industriální krajinu typickou pro oba regiony, ve kterých žil. Jeho malby měly expresionistický výraz.
V roce 1957 mu byla na Krajském národním výboru v Ostravě uspořádána první samostatná výstava. Roku 1958 se konala jeho monografická výstava v Hlučíně a v roce 1959 v Petřkovicích. Na Hlučínsku zanechal také jedno dílo ve veřejném prostoru, a to sgrafito na fasádě mateřské školy v Hlučíně-Darkovičkách a realizoval také sgrafito na kulturním domě v rodném Černvíru.[zdroj?]
Celoživotní inspiraci mu však skýtala krajina Hornosvratecké vrchoviny ve všech ročních obdobích. Inspirován tvorbou francouzských impresionistů i jejich českých následovníků, jakými byli Antonín Slavíček, Antonín Hudeček či Max Švabinský, dle svých slov později inklinoval k pracím Vincence Beneše či Jana Baucha, snažil se i Eduard Valdhans zachytit pomíjivý okamžik měnícího se světla v krajině. S oblibou proto maloval především předjarní motivy s tajícími zbytky sněhu. Na jeho obrazech se objevují často i náměty z okolních obcí s původními domky lidové architektury Bystřicka či veduty rodného Černvíra s tamním kostelem, pohledy na město Bystřici nad Pernštejnem nebo městys Nedvědice.[zdroj?]

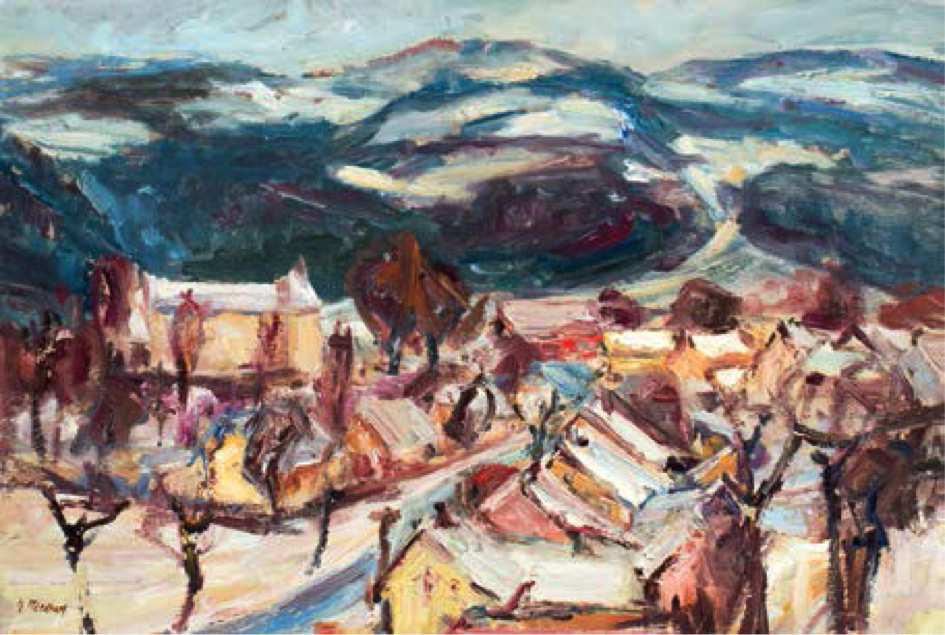
Černvír v zimě, 60. léta 20. století (58 x 38 cm)

 V roce 1963 poprvé představil místnímu publiku své rané práce na vlastní monografické výstavě v Nedvědici. Následovala řada společných či individuálních výtvarných přehlídek. Pravidelně se účastnil výstav pedagogů–výtvarníků v rámci Klubu školství Bedřicha Václavka v Brně či na tzv. Uherskobrodských dnech Jana Ámose Komenského. Výběr dvaapadesáti maleb ze svého díla představil v roce 1976 na vlastní souborné výstavě v Bystřici nad Pernštejnem, další velká přehlídka se zde konala roku 1988 k malířovu jubileu. Své práce vystavoval také na společných výtvarných přehlídkách Svazu československých výtvarných umělců v Jihlavě i v Praze.[zdroj?]
Převážně maloval či skicoval přímo v plenéru uhlem, rudkou, tuší a perem, akvarelem a temperou.
Kromě malby se věnoval také grafice, byl autorem plakátů, pozvánek na různé kulturní akce a diplomů. K jeho drobným pracím patřily i miniatury krajin, které rozesílal přátelům jako novoročenky či poděkování.

## Zastoupení ve sbírkách
Výtvarná díla Eduarda Valdhanse jsou zastoupena v soukromých i veřejných sbírkách především na Bystřicku, ale i v celé republice a v řadě zemí Evropy, ve Spojených státech amerických, Kanadě i Austrálii.

## Samostatné výstavy
- 1988 Bystřice nad Pernštejnem, Na cestách za krásou Bystřicka[11]
- 2018 Bystřice nad Pernštejnem, Městské muzeum Bystřice nad Pernštejnem, Eduard Valdhans. Ohlédnutí, kurátor Jiří Štourač
- 2023 Černvír, Kulturní dům, Návrat[3][12]

## Kolektivní výstavy
- 1965 Bystřice nad Pernštejnem, Výtvarníci Horácka
- 1966 Brno, Klub školství Bedřicha Václavka
- 1966 Bystřice nad Pernštejnem, Výstava prací učitelů výtvarníků
- 1966 Nové město na Moravě, Výstava prací učitelů výtvarníků
- 1966 Velké Meziříčí, Výstava prací učitelů výtvarníků
- 1966 Žďár nad Sázavou, Výstava prací učitelů výtvarníků
- 1970 Jihlava, Svaz československých výtvarných umělců
- 1971 Brno, Klub školství Bedřicha Václavka
- 1982 Žďár nad Sázavou, Stará radnice
- 1989 Jihlava, Oblastní galerie
- 2001 Nedvědice
- 2007 Praha, Galerie Platýz
- 2013 Bystřice nad Pernštejnem, Počtvrté spolu
- 2013 Železné, Kulturní dům, Tišnovsko v obrazech a fotografiích[3]